# Искаков, Калихан
Калихан Искаков (14 марта 1935, с. Топкайын, Катон-Карагайский район, Восточно-Казахстанская область, КазССР, СССР — 12 августа 2014, Алма-Ата, Казахстан) — советский и казахстанский писатель, драматург, заслуженный деятель искусств Казахстана (2000).

## Биография
происходит из рода кокжарлы племени найман. Родился 14 марта 1935 года в селе Топкайын. Закончив Жулдызскую среднюю школу, поступил на факультет журналистики Казахского государственного университета имени Аль-Фараби, который закончил в 1957 году. В 1967 году в Москве окончил высшие курсы по подготовке сценаристов и режиссёров. В 1967—1972 годах — старший редактор киностудии «Казахфильм» имени Ш.Айманова. Работал в газетах и журналах «Лениншіл жас», «Қазақ әдебиеті», «Мәдениет және тұрмыс», «Халық конгресі», «Жұлдыз», с 1972 года работал в Союзе Писателей Казахстана.
Основные произведения: «Қоңыр күз еді», «Менің ағаларым», «Бұқтырма сарыны», «Тұйық», «Қара орман», «Ақсу-жер жаннаты», «Күреңсе», «Беу, асқақ дүние», «Жан қимақ», «Бабье лето», «Кедры высокие» и другие. Некоторые драматические произведения («Апа-апатай», «Жәке-жәкетай», «Таңғы жаңғырық», «Жансебіл», «Ерліктің екі сағаты», «Бұйрық күшінде қалады», «Даладағы екеу», «Құрбандық», «Зират», «Саботаж», «Кемпір іздеп жүрміз», «Есенай-Ұлпан», «Қазақтар» и другие) ставились в областных театрах. Ряд произведений переведены на иностранные языки.
По сценариям Искакова сняты художественные фильмы «Сарша тамыз» («Снег среди лета», 1968), «¥шы циырсыз жол» («Дорога в тысячу вёрст», 1968), «Охрана бастыгы» («Начальник охраны», 1976). 
Умер после продолжительной болезни 12 августа 2014 года. Похоронен в родном селе.

## Награды и звания
- Заслуженный деятель Казахстана;
- Лауреат государственной премии Республики Казахстан
- Почётный гражданин Аягозского и Катон-Карагайского районов;
- Почётный профессор ВКГУ имени С.Аманжолова;
- Лауреат международной премии имени Жамбыла;
- Лауреат литературной премии имени Г.Мусрепова
- Орден «Парасат»;
- Медали «10 лет Астане („Астанаға 10 жыл“)», «10 лет независимости Республики Казахстан» («Қазақстан Республикасының тәуелсіздігіне 10 жыл»)[3].